# 斯卡巴島
斯卡巴島是蘇格蘭的島嶼，位於大西洋海域，屬於內赫布里底群島的一部分，長5公里、寬4公里，面積14.74平方公里，最高點海拔高度449米，島上無人居住。